# Kali Kejambon
Kali Kejambon is een bestuurslaag in het regentschap Jombang van de provincie Oost-Java, Indonesië. Kali Kejambon telt 3698 inwoners (volkstelling 2010).